# Eulamprus heatwolei
Espèce
Statut de conservation UICN

 LC  : Préoccupation mineure
Eulamprus heatwolei est une espèce de sauriens de la famille des Scincidae.

## Répartition
Cette espèce est endémique d'Australie. Elle se rencontre en Australie-Méridionale avec une population isolée dans la péninsule Fleurieu, en Nouvelle-Galles du Sud et au Victoria.

## Étymologie
Cette espèce est nommée en l'honneur d'Harold F. Heatwole.

## Publication originale
- Wells & Wellington, 1984 "1983" : A synopsis of the class Reptilia in Australia. Australian Journal of Herpetology, vol. 1, no 3/4, p. 73-129 (texte intégral).